# Torneo internacional LaLiga Promises 2019
El Torneo Internacional LaLiga Promises de Abu Dabi 2019 es la 24.ª edición del torneo de fútbol base que disputan los equipos sub-12 (infantiles de primer año) en la modalidad de fútbol 7 mediante invitación de la propia organización. 
Celebrada en el mes de diciembre en el Estadio Antonio Domínguez de la ciudad de Abu Dabi (Emiratos Árabes Unidos), la competición reunirá a ocho equipos de LaLiga y ocho conjuntos internacionales de categoría.
Este torneo representa la evolución definitiva de un evento mundial creado por la Fundación El Larguero, que se basa en más de 20 años de experiencia en la organización de torneos de fútbol base en España, con el respaldo de LaLiga y su experiencia.

## Participantes
Los participantes son dieciséis equipos infantiles de primer año que por medio de invitación de la organización disputan la XXIV edición del torneo. Se dividen en cuatro grupos de cuatro equipos, en los que los dos primeros clasificados pasan a disputar la fase final.
| Participantes | Participantes      | Participantes     | Participantes       |
| ------------- | ------------------ | ----------------- | ------------------- |
| Al Ain FC     | Atlético de Madrid | Borussia Dortmund | Al Jazira           |
| FC Barcelona  | Inter de Milán     | Juventus          | París Saint-Germain |
| Real Betis    | RCD Espanyol       | Real Madrid       | Sevilla FC          |
| SL Benfica    | Valencia CF        | Villarreal CF     | Baniyas             |

## Fase de grupos

### Grupo A
- Todos los horarios corresponden a la hora local de España (UTC).

| Equipo       | Pts | PJ | PG | PE | PP | GF | GC | Dif |
| ------------ | --- | -- | -- | -- | -- | -- | -- | --- |
| FC Barcelona | 7   | 3  | 2  | 1  | 0  | 10 | 3  | +7  |
| Juventus     | 6   | 3  | 2  | 0  | 1  | 4  | 4  | 0   |
| Real Betis   | 4   | 3  | 1  | 1  | 1  | 3  | 2  | +1  |
| Al Ain FC    | 0   | 0  | 0  | 3  | 0  | 0  | 8  | -8  |

| 27 de diciembre de 2018, 14:00 | Juventus | 2 - 4 | FC Barcelona | Estadio Hazza Bin Zayed, Abu Dabi |  |

| 27 de diciembre de 2018, 15:00 | Al Ain FC | 0 - 2 | Real Betis | Estadio Hazza Bin Zayed, Abu Dabi |  |

| 27 de diciembre de 2018, 16:00 | Al Ain FC | 0 - 1 | Juventus | Estadio Hazza Bin Zayed, Abu Dabi |  |

| 27 de diciembre de 2018, 17:00 | FC Barcelona | 1 - 1 | Real Betis | Estadio Hazza Bin Zayed, Abu Dabi |  |

| 28 de diciembre de 2019, 13:00 | Juventus | 1 - 0 | Real Betis | Estadio Hazza Bin Zayed, Abu Dabi |  |

| 28 de diciembre de 2019, 14:00 | Al Ain FC | 0 - 5 | FC Barcelona | Estadio Hazza Bin Zayed, Abu Dabi |  |

### Grupo B
- Todos los horarios corresponden a la hora local de España (UTC).

| Equipo             | Pts | PJ | PG | PE | PP | GF | GC | Dif |
| ------------------ | --- | -- | -- | -- | -- | -- | -- | --- |
| Atlético de Madrid | 6   | 3  | 2  | 0  | 1  | 13 | 2  | +11 |
| Sevilla FC         | 6   | 3  | 2  | 0  | 1  | 6  | 3  | +3  |
| Inter de Milán     | 6   | 3  | 2  | 0  | 1  | 2  | 2  | 0   |
| Baniyas Club       | 0   | 0  | 0  | 3  | 0  | 0  | 14 | -14 |

| 27 de diciembre de 2018, 14:00 | Baniyas Club | 0 - 3 | Sevilla FC | Estadio Hazza Bin Zayed, Abu Dabi |  |

| 27 de diciembre de 2018, 15:00 | Atlético de Madrid | 0 - 1 | Inter de Milán | Estadio Hazza Bin Zayed, Abu Dabi |  |

| 27 de diciembre de 2018, 16:00 | Baniyas Club | 0 - 1 | Inter de Milán | Estadio Hazza Bin Zayed, Abu Dabi |  |

| 27 de diciembre de 2018, 17:00 | Atlético de Madrid | 3 - 1 | Sevilla FC | Estadio Hazza Bin Zayed, Abu Dabi |  |

| 28 de diciembre de 2019, 13:00 | Sevilla FC | 2 - 0 | Inter de Milán | Estadio Hazza Bin Zayed, Abu Dabi |  |

| 28 de diciembre de 2019, 14:00 | Baniyas Club | 0 - 10 | Atlético de Madrid | Estadio Hazza Bin Zayed, Abu Dabi |  |

### Grupo C
- Todos los horarios corresponden a la hora local de España (UTC).

| Equipo            | Pts | PJ | PG | PE | PP | GF | GC | Dif |
| ----------------- | --- | -- | -- | -- | -- | -- | -- | --- |
| RCD Espanyol      | 9   | 3  | 3  | 0  | 0  | 10 | 3  | +7  |
| Valencia CF       | 6   | 3  | 2  | 0  | 1  | 4  | 4  | 0   |
| Borussia Dortmund | 3   | 3  | 1  | 1  | 1  | 3  | 2  | +1  |
| SL Benfica        | 0   | 0  | 0  | 3  | 0  | 0  | 8  | -8  |

| 27 de diciembre de 2018, 15:30 | SL Benfica | 0 - 1 | Valencia CF | Estadio Hazza Bin Zayed, Abu Dabi |  |

| 27 de diciembre de 2018, 15:30 | RCD Espanyol | 3 - 2 | Borussia Dortmund | Estadio Hazza Bin Zayed, Abu Dabi |  |

| 27 de diciembre de 2018, 16:30 | RCD Espanyol | 2 - 1 | Valencia CF | Estadio Hazza Bin Zayed, Abu Dabi |  |

| 27 de diciembre de 2018, 17:30 | SL Benfica | 1 - 3 | Borussia Dortmund | Estadio Hazza Bin Zayed, Abu Dabi |  |

| 28 de diciembre de 2019, 13:30 | RCD Espanyol | 3 - 0 | SL Benfica | Estadio Hazza Bin Zayed, Abu Dabi |  |

| 28 de diciembre de 2019, 14:30 | Borussia Dortmund | 1 - 2 | Valencia CF | Estadio Hazza Bin Zayed, Abu Dabi |  |

### Grupo D
- Todos los horarios corresponden a la hora local de España (UTC).

| Equipo              | Pts | PJ | PG | PE | PP | GF | GC | Dif |
| ------------------- | --- | -- | -- | -- | -- | -- | -- | --- |
| Villareal CF        | 7   | 3  | 2  | 1  | 0  | 10 | 1  | +9  |
| Real Madrid CF      | 6   | 3  | 2  | 0  | 1  | 9  | 2  | +7  |
| París Saint-Germain | 4   | 3  | 1  | 1  | 1  | 8  | 2  | +6  |
| Al Jazira           | 0   | 0  | 0  | 3  | 0  | 0  | 22 | -22 |

| 27 de diciembre de 2018, 14:30 | Real Madrid CF | 1 - 0 | París Saint-Germain | Estadio Hazza Bin Zayed, Abu Dabi |  |

| 27 de diciembre de 2018, 14:30 | Al Jazira | 0 - 7 | Villareal CF | Estadio Hazza Bin Zayed, Abu Dabi |  |

| 27 de diciembre de 2018, 16:30 | Al Jazira | 0 - 7 | París Saint-Germain | Estadio Hazza Bin Zayed, Abu Dabi |  |

| 27 de diciembre de 2018, 17:30 | Real Madrid CF | 0 - 2 | Villareal CF | Estadio Hazza Bin Zayed, Abu Dabi |  |

| 28 de diciembre de 2019, 13:30 | Villareal CF | 1 - 1 | París Saint-Germain | Estadio Hazza Bin Zayed, Abu Dabi |  |

| 28 de diciembre de 2019, 14:30 | Al Jazira | 0 - 8 | Real Madrid CF | Estadio Hazza Bin Zayed, Abu Dabi |  |

## Fase Final
La fase final la disputan los dos primeros equipos de cada grupo.
- Todos los horarios corresponden a la hora local de España (UTC).

|  | Cuartos de final        | Cuartos de final        |                |                    | Semifinales             | Semifinales             |  |            | Final                   | Final                   |  |
|  | 28 de diciembre de 2022 | 28 de diciembre de 2022 |                |                    | 29 de diciembre de 2022 | 29 de diciembre de 2022 |  |            | 29 de diciembre de 2022 | 29 de diciembre de 2022 |  |
|  |                         |                         |                |                    |                         |                         |  |            |                         |                         |  |
|  |                         |                         |                |                    |                         |                         |  |            |                         |                         |  |
|  | Juventus                | 0                       |                |                    |                         |                         |  |            |                         |                         |  |
|  | Juventus                | 0                       |                |                    |                         |                         |  |            |                         |                         |  |
|  | Atlético de Madrid      | 1                       |                |                    |                         |                         |  |            |                         |                         |  |
|  | Atlético de Madrid      | 1                       |                | Atlético de Madrid | 0                       |                         |  |            |                         |                         |  |
|  |                         |                         |                | Atlético de Madrid | 0                       |                         |  |            |                         |                         |  |
|  |                         |                         | Sevilla FC     | 1                  |                         |                         |  |            |                         |                         |  |
|  | FC Barcelona            | 1 (2)                   | Sevilla FC     | 1                  |                         |                         |  |            |                         |                         |  |
|  | FC Barcelona            | 1 (2)                   |                |                    |                         |                         |  |            |                         |                         |  |
|  | Sevilla FC              | 1 (3)                   |                |                    |                         |                         |  |            |                         |                         |  |
|  | Sevilla FC              | 1 (3)                   |                |                    |                         |                         |  | Sevilla FC | 3                       |                         |  |
|  |                         |                         |                |                    |                         |                         |  | Sevilla FC | 3                       |                         |  |
|  |                         |                         | Real Madrid CF | 5                  |                         |                         |  |            |                         |                         |  |
|  | Valencia CF             | 1                       | Real Madrid CF | 5                  |                         |                         |  |            |                         |                         |  |
|  | Valencia CF             | 1                       |                |                    |                         |                         |  |            |                         |                         |  |
|  | Villareal CF            | 3                       |                |                    |                         |                         |  |            |                         |                         |  |
|  | Villareal CF            | 3                       |                | Villareal CF       | 2                       |                         |  |            |                         |                         |  |
|  |                         |                         |                | Villareal CF       | 2                       |                         |  |            |                         |                         |  |
|  |                         |                         | Real Madrid CF | 3                  |                         |                         |  |            |                         |                         |  |
|  | Real Madrid CF          | 2                       | Real Madrid CF | 3                  |                         |                         |  |            |                         |                         |  |
|  | Real Madrid CF          | 2                       |                |                    |                         |                         |  |            |                         |                         |  |
|  | RCD Espanyol            | 1                       |                |                    |                         |                         |  |            |                         |                         |  |
|  | RCD Espanyol            | 1                       |                |                    |                         |                         |  |            |                         |                         |  |
|  |                         |                         |                |                    |                         |                         |  |            |                         |                         |  |

### Cuartos de final
| 28 de diciembre de 2019, 15:30 | Juventus | 0 - 1 | Atlético de Madrid | Estadio Hazza Bin Zayed, Abu Dabi |  |

| 28 de diciembre de 2019, 16:00 | FC Barcelona | 1 - 1 (2 - 3 p.) | Sevilla FC | Estadio Hazza Bin Zayed, Abu Dabi |  |

| 28 de diciembre de 2019, 16:30 | Valencia CF | 1 - 3 | Villareal CF | Estadio Hazza Bin Zayed, Abu Dabi |  |

| 28 de diciembre de 2019, 17:00 | Real Madrid CF | 2 - 1 | RCD Espanyol | Estadio Hazza Bin Zayed, Abu Dabi |  |

### Semifinales
| 28 de diciembre de 2019, 15:30 | Atlético de Madrid | 0 - 1 | Sevilla FC | Estadio Hazza Bin Zayed, Abu Dabi |  |

| 28 de diciembre de 2019, 15:30 | Villareal CF | 2 - 3 | Real Madrid CF | Estadio Hazza Bin Zayed, Abu Dabi |  |

### Final
| 28 de diciembre de 2019, 15:30 | Sevilla FC | 3 - 5 | Real Madrid CF | Estadio Hazza Bin Zayed, Abu Dabi |  |

| Bandera de España                 |
| Campeón Real Madrid CF 8.° título |